# Messturm

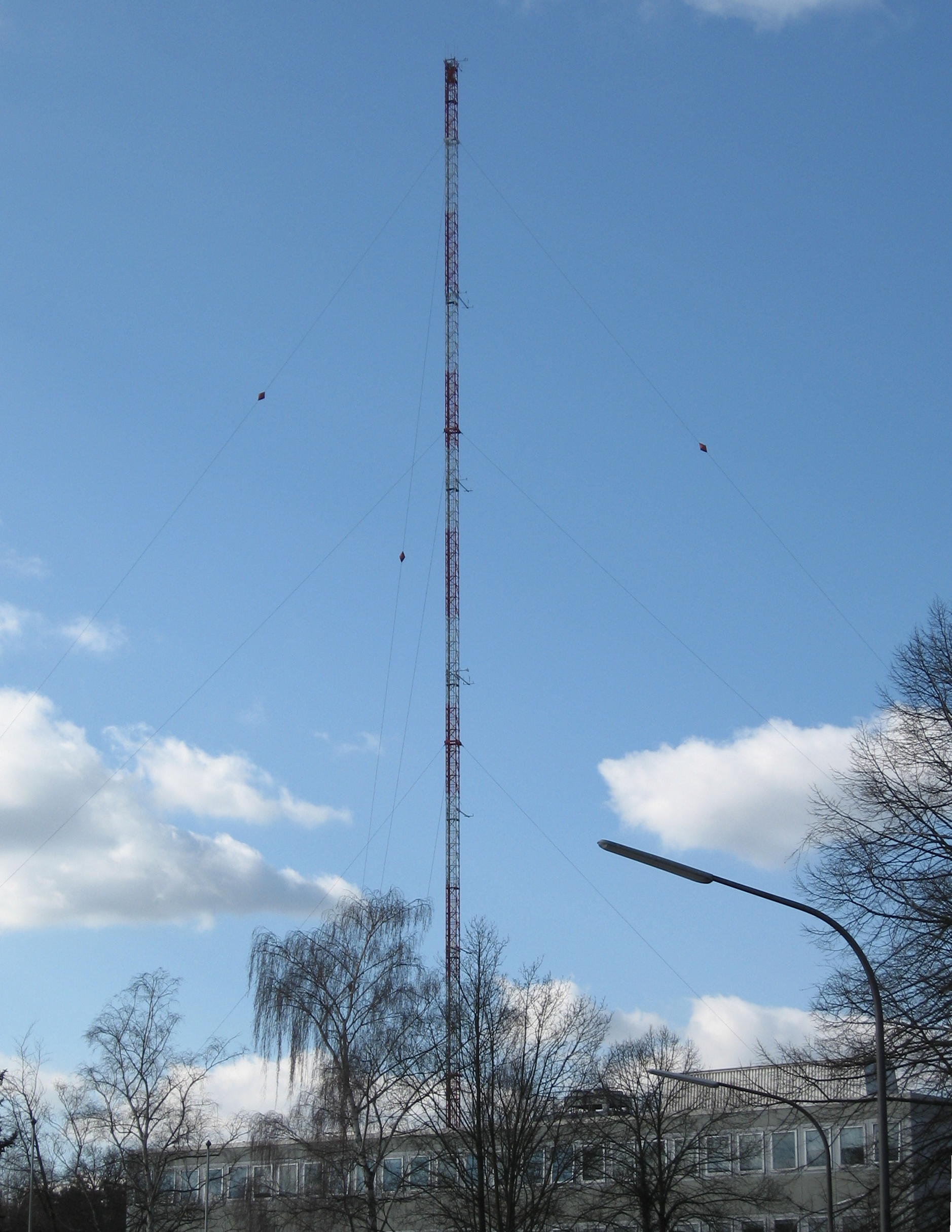
Messturm des Forschungszentrum Karlsruhe, Höhe: 200 Meter

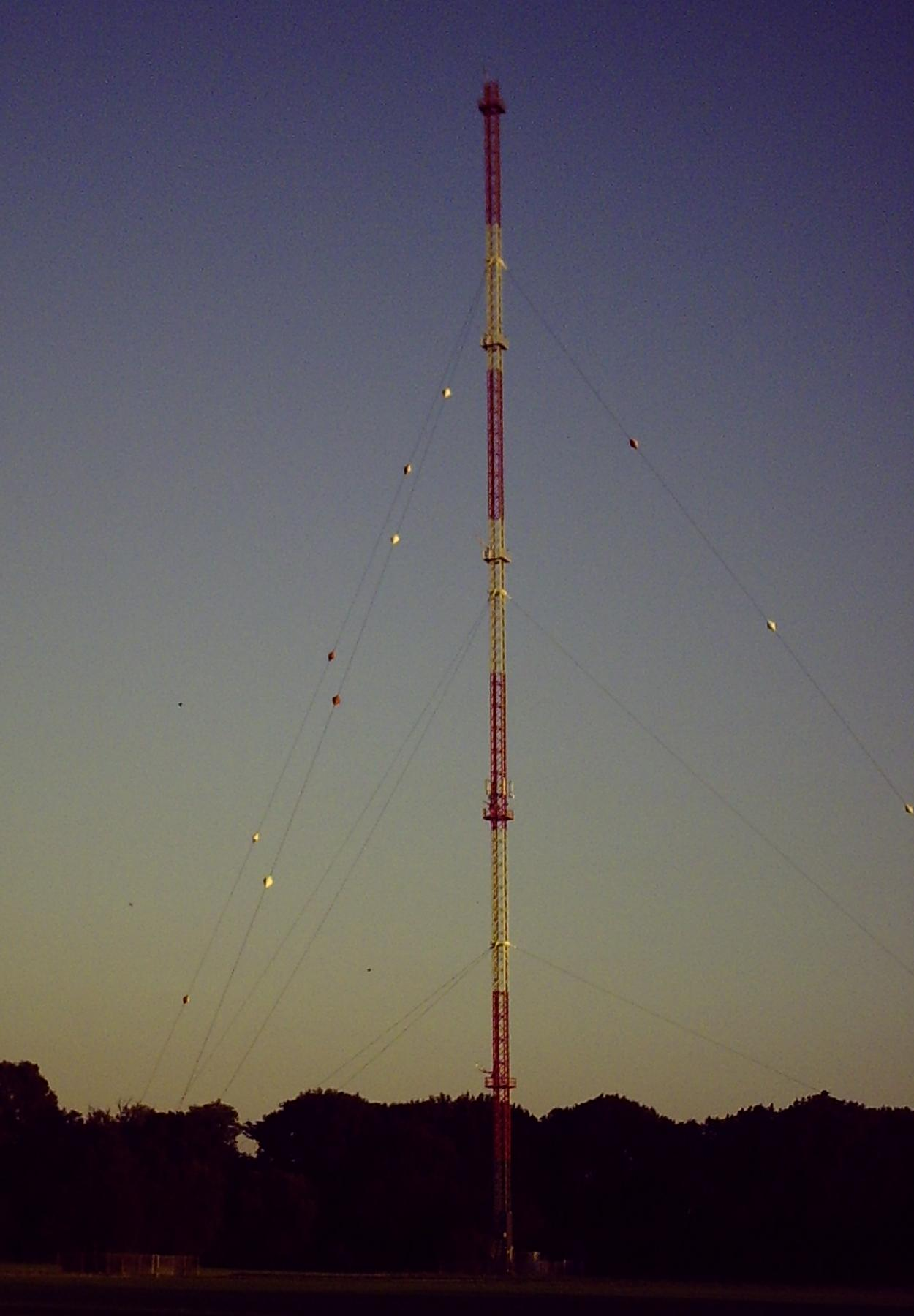
Messmast für Umweltparameter in der Nähe des Kernkraftwerks Grafenrheinfeld, Höhe: 164 Meter

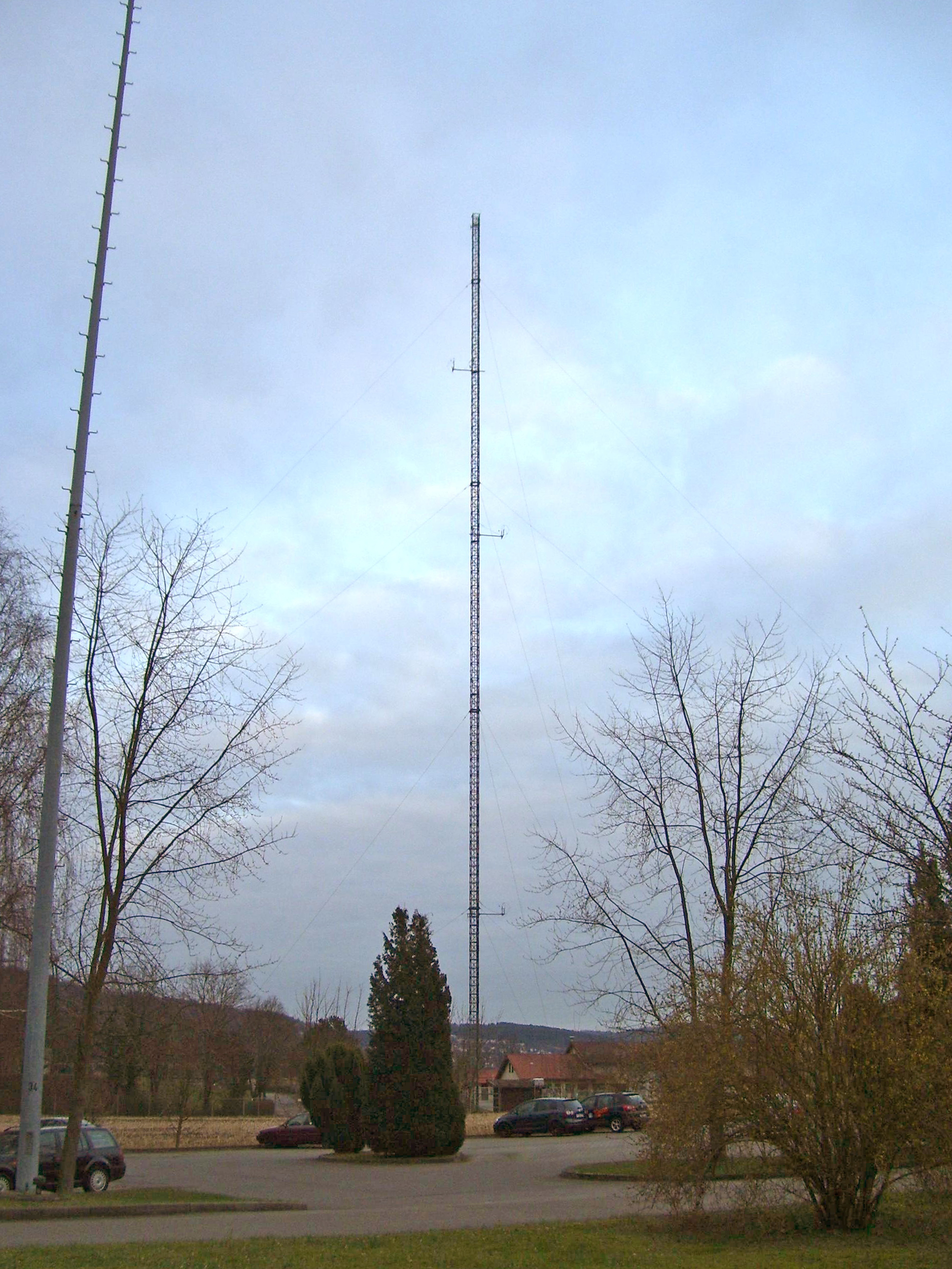
Meteorologischer Messmast beim Kernkraftwerk Obrigheim, Höhe: 99 Meter

Ein Messturm ist ein freistehender Turm oder abgespannter Mast, der Messinstrumente mit meteorologischen Instrumenten, wie Thermometern und Windgeschwindigkeitsmessern, trägt. Messtürme sind ein essentieller Bestandteil von Raketenstartplätzen, da man für eine Durchführung eines Raketenstarts die genauen Windverhältnisse kennen muss. Auch in der Nähe mancher Kernkraftwerke gibt es Messtürme. Sie dienen hier zur Überwachung der Luftradioaktivität. Ob ein derartiger Turm nötig ist oder nicht, hängt von behördlichen Auflagen ab.
Daneben gibt es auch Messtürme für die meteorologische Grundlagenforschung. Häufig werden hierfür aber meistens aus Kostengründen geeignete Sendemasten oder Sendetürme verwendet.
Neben Messtürmen, die mit meteorologischen Messgeräten bestückt sind, gibt es auch Messtürme zur Ausmessung des Strahlungsdiagramms von Antennen. Solche Türme sind zur Vermeidung von Störungen des Strahlungsdiagramms häufig als metallfreie Holzkonstruktionen ausgeführt, wie die Messtürme des Antennenmessplatzes in Brück.
Ein einzigartiger Forschungsturm für nukleare Messungen war der BREN-Tower in Nevada.
In der Windenergiebranche werden Windmessmasten verwendet um die Windgeschwindigkeiten in verschiedenen Höhen über dem Boden zu ermitteln und am Standort vor der Errichtung von Windenergieanlagen die realen Windverhältnisse über einen gewissen Zeitraum zu ermitteln.

## Beispiele dedizierter Messtürme

### Messtürme für meteorologische Anwendungen
- ATTO-Turm, Vila de Balbina, Brasilien
- IAP-Messmast Peking, Peking, China
- Messmast Obninsk, Obninsk, Russland
- Zotino Tall Tower Observation Facility, Zotino, Russland
- KNMI-Messmast Cabauw, Cabauw, Niederlande
- Messmast Jaslovské Bohunice, Jaslovské Bohunice, Slowakei
- Messmast des Forschungszentrum Karlsruhe, Karlsruhe, Deutschland
- Windmessmast Rödeser Berg, Wolfhagen, Deutschland
- Messmast Košetice, Košetice, Tschechien
- Messmast bei Rheinau (demontiert), Deutschland
- Messmast bei Wyhl (demontiert), Deutschland
- Messmast des NDR und KlimaCampus der Universität Hamburg, Hamburg, Deutschland
- Messmast des Kernkraftwerks Grafenrheinfeld, Grafenrheinfeld, Deutschland
- Messturm des Kernkraftwerks Gundremmingen, Gundremmingen, Deutschland (Stahlbetonturm)
- Windmessmast Beratzhausen, Beratzhausen, Deutschland
- Messmast des Forschungszentrums Jülich, Jülich, Deutschland
- Messmast des Richard-Aßmann-Observatoriums, Tauche-Falkenberg, Deutschland
- Messmast bei Asbach (demontiert), Deutschland
- Messmast des Kernkraftwerks Obrigheim, Obrigheim, Deutschland
- Messmast des Kernkraftwerks Dukovany, Slavětice, Tschechien
- Messmast Windpark Gussenstadt, Gussenstadt, Deutschland
- Oskar-von-Miller-Turm in Garching, Technische Universität München, Deutschland
- Meteorologischer Messturm der Universität Hannover, Hannover, Deutschland

Bilder
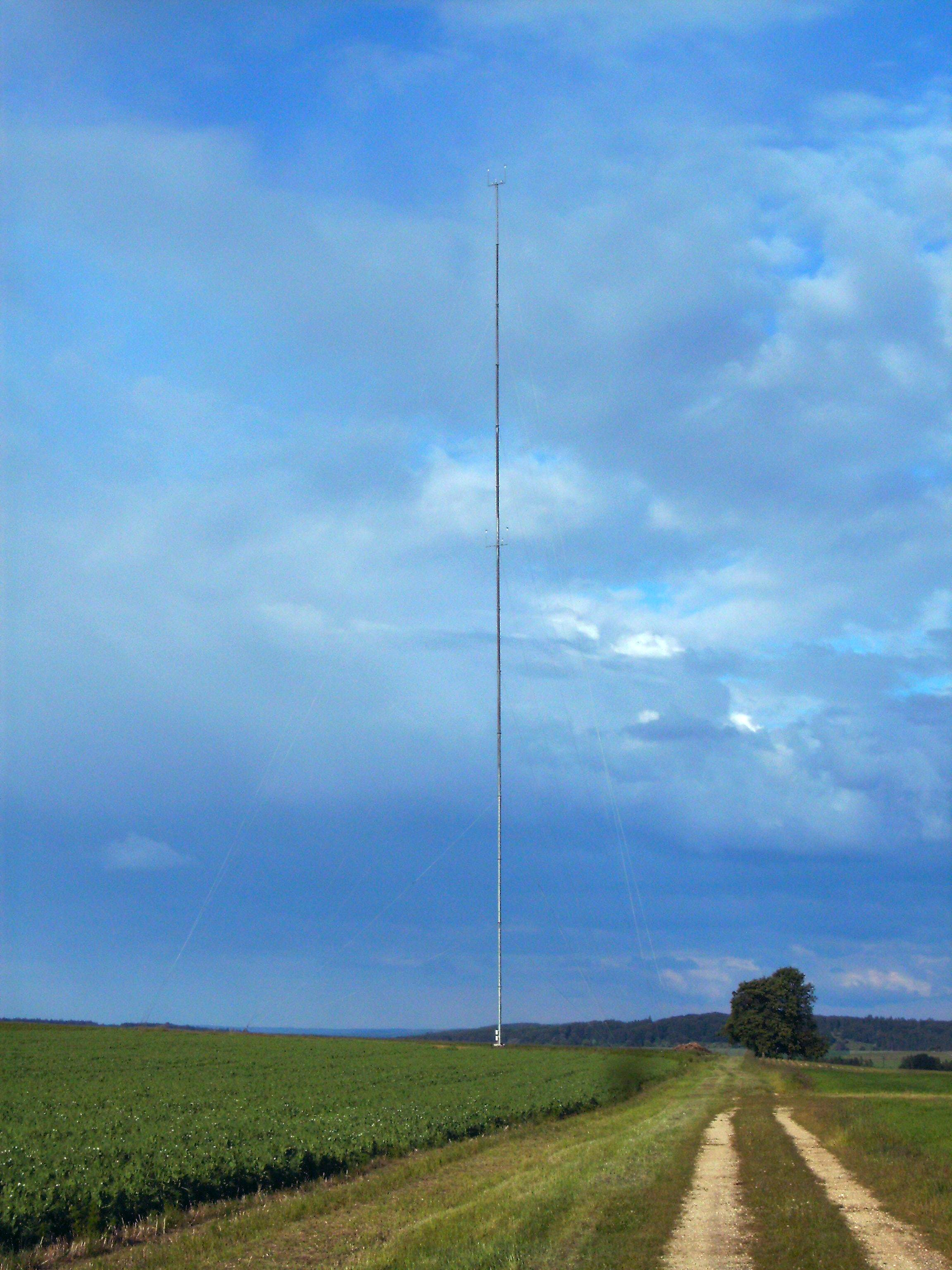
65 Meter hoher Messmast im Windpark Gussenstadt
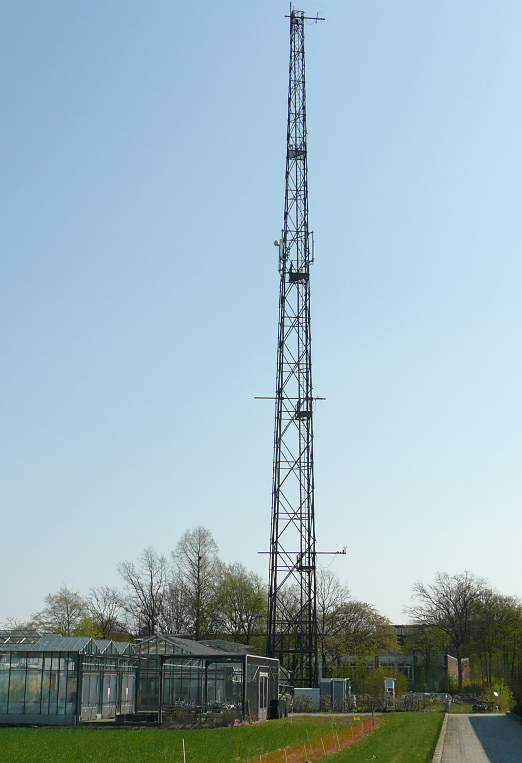
Messturm der Universität Hannover
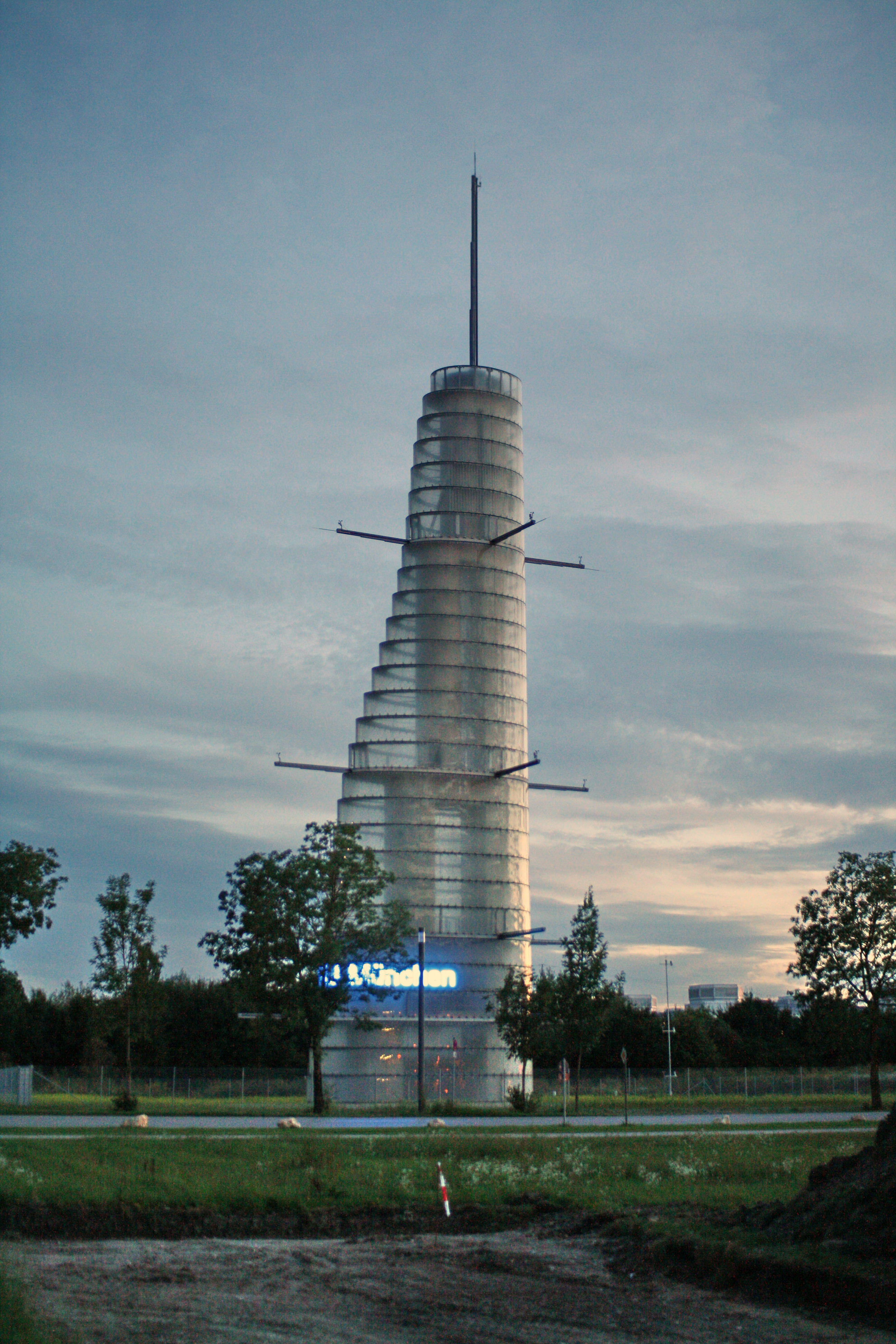
Oskar-von-Miller-Turm (Höhe: 62 m) am TUM Campus Garching
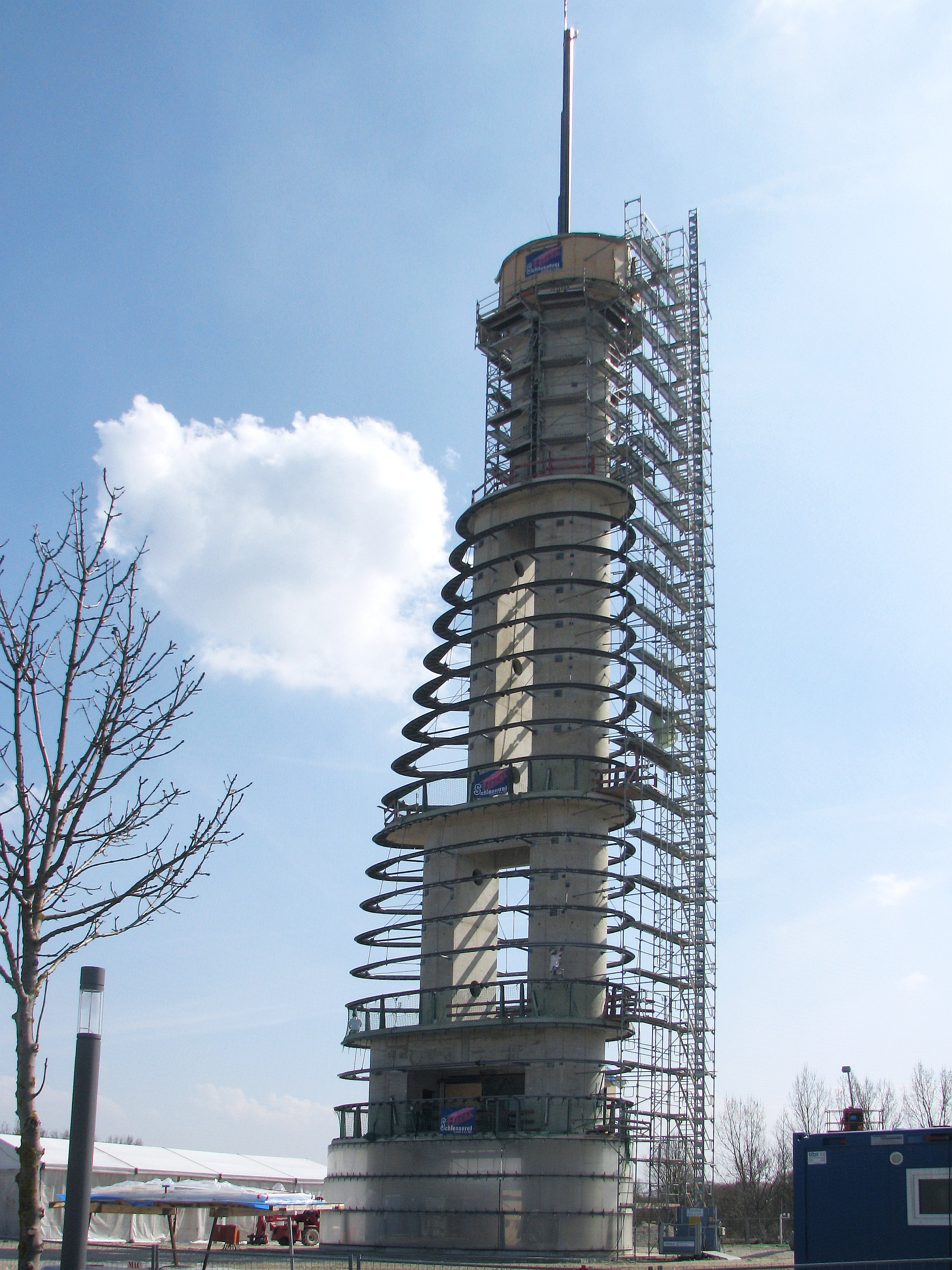
Oskar-von-Miller-Turm vor Anbringung der Plexiglashülle (2009)